# Альбрехт, Иван Иванович фон
Иван Иванович фон Альбрехт (Албрехт) — русский генерал-майор, родоначальник дворянского рода Альбрехтов в России.

## Биография
Лудвиг фон-Альбрехт вывезен из Пруссии (1697/1698) генерал-фельдмаршалом графом Яковом Вилимовичем Брюсом, во время первого путешествия Петра I Алексеевича за границу. Приняв русское подданство, поступил на службу в лейб-гвардейский Преображенский полк. Упоминается майором этого полка (1734—1740). Ему поручены пленные французы взятые при штурме Данцига и привезённые в С-Петербург (1734). Произведён в генерал-майоры (19 июня 1739).
Участвовал в комиссии по построению слобод для гвардейских полков в С-Петербурге (1740). Ему был поручен секретный надзор за цесаревною Елизаветою Петровной (будущей императрицы). Под начальством фельдмаршала графа Петра Петровича Ласси, принимал участие в победе над шведами при Вильманстранде, при этом лишился ноги (23 августа 1741). За победу над шведами пожалован орденом Святого Александра Невского (12 сентября 1741).
С воцарением императрицы Елизаветы Петровны, подвергся гонениям со всеми приближёнными императрицы Анны Иоановны и правительницы Анны Леопольдовны при малолетнем императоре Иване VI Антоновиче. По указу императрицы Елизаветы Петровны у него отобран орден Святого Александра Невского (25 июля 1742) и указано безвыездно проживать в имение Котлы Ямбургского уезда, ранее подаренной ему императрицей Анной (1 декабря 1730), где он и скончался.

## Семья
Жена: Наталья Романовна урождённая Брюс, дочь генерал-лейтенанта Романа Вилимовича Брюса.
Единственный сын:
- Альбрехт Лудвиг (по-русски Лев Иванович) — полковник (1763), жена Елизавета Верден.